# 国家旅游度假区
中华人民共和国的国家旅游度假区，是指符合国际度假旅游要求、以接待海外旅游者为主的综合性旅游区，有明确的地域界限，适于集中设配套旅游设施，所在地区旅游度假资源丰富，客源基础较好，交通便捷，对外开放工作已有较好基础。与国家级风景名胜区等自然保护区域不同的是，国家旅游度假区属国家级开发区。
1992年8月，为进一步扩大对外开放，开发利用中国丰富的旅游资源，促进该国旅游观光型向观光度假型转变，加快旅游事业发展，中华人民共和国国务院决定在条件成熟的地方试办国家旅游度假区，鼓励外国和台湾、香港澳门地区的企业、个人投资开发旅游设施和经营旅游项目，并对其实行优惠政策。
同年10月，国务院批复同意建立包括江苏太湖、上海横沙岛在内的11处国家旅游度假区。1993年，国务院批复同意将“江苏太湖国家旅游度假区”下设的“苏州胥口度假中心”和“无锡马山度假中心”分别更名为“苏州太湖国家旅游度假区”和“无锡太湖国家旅游度假区”。1995年，国务院又批复同意建立“上海佘山国家旅游度假区”，以取代“上海横沙岛国家旅游度假区”，至此全国12处国家旅游度假区基本成形，并延续至今。

## 名单
| 省级行政区 | 国家旅游度假区                 |
| ---------- | ------------------------------ |
| 辽宁       | 大连金石滩国家旅游度假区       |
| 上海       | 上海佘山国家旅游度假区         |
| 江苏       | 苏州太湖国家旅游度假区         |
| 江苏       | 无锡太湖国家旅游度假区         |
| 浙江       | 杭州之江国家旅游度假区         |
| 安徽       | 合肥巢湖半汤温泉国家旅游度假区 |
| 福建       | 武夷山国家旅游度假区           |
| 福建       | 湄洲岛国家旅游度假区           |
| 山东       | 青岛石老人国家旅游度假区       |
| 广东       | 广州南湖国家旅游度假区         |
| 广西       | 北海银滩国家旅游度假区         |
| 海南       | 三亚亚龙湾国家旅游度假区       |
| 云南       | 昆明滇池国家旅游度假区         |